# Peyton Stearns
Peyton Mckenzie Stearns (n. 8 octombrie 2001, Mason, Ohio, SUA) este o jucătoare de tenis americană. Fostă jucătoare la Universitatea Texas din Austin, Stearns a devenit profesionistă în 2022. Cea mai bună clasare a sa la simplu este locul 28 mondial, în mai 2025, iar la dublu, locul 52 mondial, în iunie 2025.
În perioada 2022–2023 a fost antrenată de fostul tenismen român Gabriel Trifu.

## Cariera profesională

### 2023: Prima finală în circuitul WTA, runda patru la un turneu major, top 50
La ediția inaugurală a Texas Open, Stearns a obținut prima sa victorie WTA în fața jucătoarei Katie Boulter, venită din calificări, într-un maraton de trei ore. Apoi, a învins-o pe Mirjam Björklund și a ajuns în primul său sfert de finală în circuitul WTA, unde a pierdut în fața lui Katie Volynets în două seturi. Săptămâna următoare, și-a făcut debutul pe tabloul principal la turneul WTA 1000 de la Indian Wells ca wildcard și a învins-o pe Rebeka Masarova în prima rundă, înainte de a ceda în fața Biancăi Andreescu în runda următoare.
Stearns a ajuns în prima sa finală de simplu din circuitul WTA la Copa Colsanitas, după ce le-a învins pe Rosa Vicens Mas, Elina Avanesyan, Tamara Zidanšek, semifinalistă la Roland Garros 2021, și Kamilla Rakhimova. Deși a cedat în trei seturi în fața campioanei în exercițiu Tatjana Maria în finală, rezultatele sale de la acest turneu au propulsat-o pentru prima dată în top 100, pe locul 89 mondial, la 10 aprilie. Acest lucru i-a asigurat lui Stearns și o intrare directă pe tabloul principal la French Open. Mai târziu în aceeași lună, ea a ajuns în finala turneului Charleston Pro de 100.000 de dolari, pierzând în fața compatrioatei Emma Navarro în trei seturi.
La Rabat, Stearns le-a învins pe Panna Udvardy și Leylah Fernandez și a ajuns în sferturile de finală ale turneului WTA pentru a treia oară. Ea a pierdut în fața lui Sloane Stephens într-un tiebreak în setul al treilea, deși a avut trei mingi de meci. Intrată la Roland Garros pe locul 69 mondial, Stearns a înregistrat prima sa victorie în top 50, învingând-o pe Kateřina Siniaková, locul 49 mondial. Ea a urmat imediat cu prima sa victorie în top 20, învingând-o pe fosta campioană și cap de serie numărul 17, Jeļena Ostapenko, în trei seturi. Stearns a fost învinsă de Daria Kasatkina, cap de serie nr. 9, în runda a treia.